# The Prophet

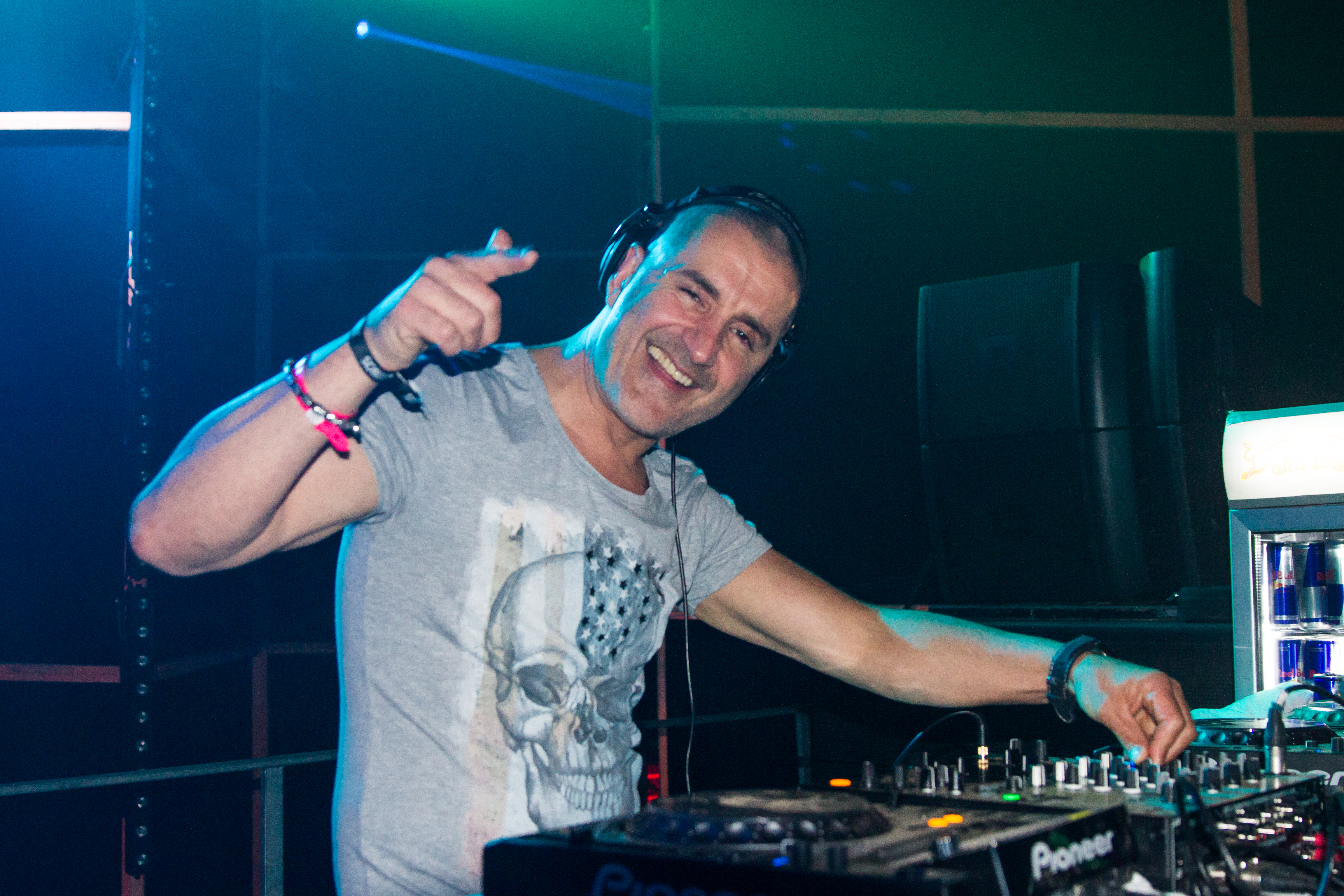
The Prophet, Airbeat One 2015

The Prophet (* 5. November 1968; eigentlich Dov J. Elkabas) ist ein niederländischer DJ und Musikproduzent jüdischer Abstammung. Er ist auch unter dem Namen The Masochist bekannt. Zusammen mit DJ Dano, Buzz Fuzz und DJ Gizmo bildet er The Dreamteam. Dov J. Elkabas ist der Inhaber des Labels Scantraxx und legt meist Hardstyle und Hardcore Techno auf.

## Karriere
Dov Elkabas begann 1983, nach einem Besuch eines Festes in der Discothek Het Nijlpaardenhuis (wörtlich: Das Nilpferdehaus), mit dem Auflegen. Er kaufte sich seine eigenen Turntables und fing damit an zu experimentieren. Er legte auf einigen Festen unter dem Namen Akhnaton auf.
1991 gründete er mit DJ Dano, Buzz Fuzz und Gizmo den Gabber-/Hardcore-Techno-Act The Dreamteam. Später begann er sich mehr an der Richtung des Hardstyles und anderen Stilen zu orientieren.
Elkabas legte unter seinen verschiedenen Pseudonymen auf vielen großen Raves und Festivals in den Niederlanden und Europa auf, unter anderem Thunderdome, Q-Base, Mystery Land, Decibel Outdoor, Nightmare Outdoor, Defqon.1, Nature One und Qlimax.
Im August 2022 verkündet Elkabas, dass er nach 35 Jahren DJ-Tätigkeit, seine Karriere beenden wird.

## Diskografie

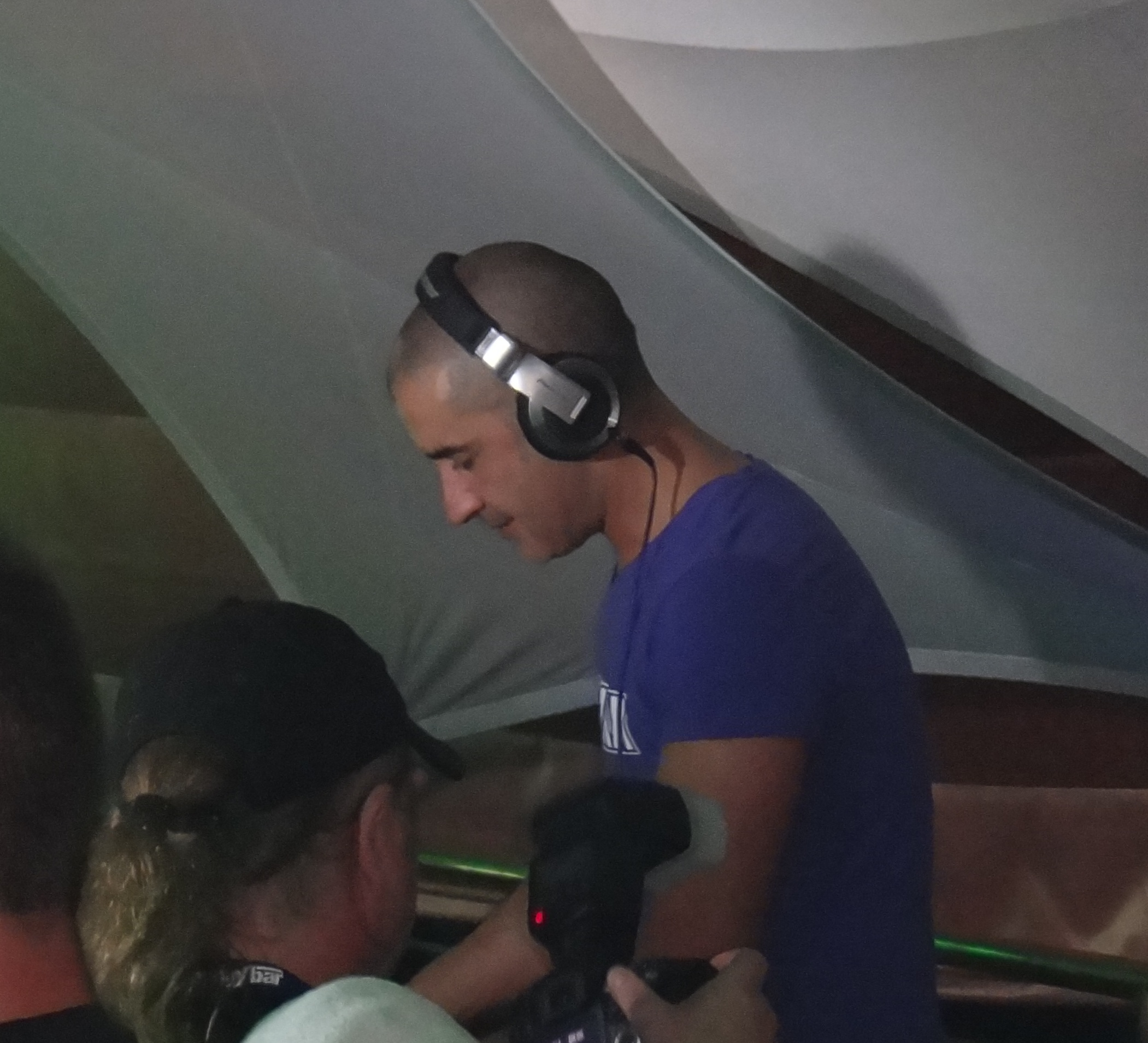
The Prophet, 2011

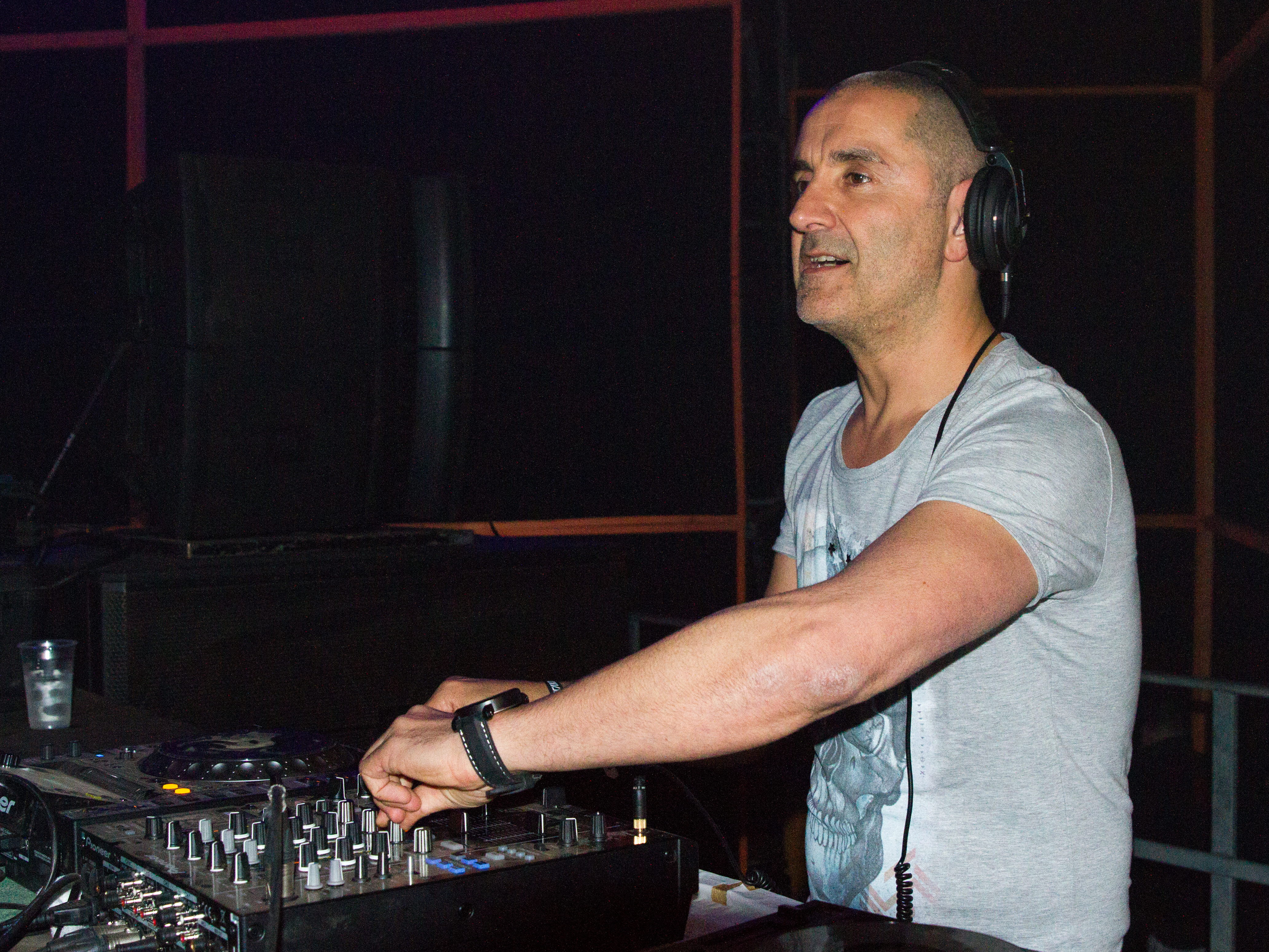
The Prophet, 2015

### Singles
| - 1993: The Prophet – Dominatin’ EP - 1994: The Prophet – Allright Now Here We Go!!! - 1994: The Prophet – Featuring „The Highest Sense …“ - 1995: The Prophet – Big Boys Don’t Cry - 1995: The Prophet – Cyberzone - 1995: The Prophet – Freeze Now - 1995: The Prophet – Housetime! - 1995: The Prophet – I Love You - 1996: The Prophet – I Like It Loud - 1996: The Prophet – The Crowd Out There - 1997: The Masochist – Masochizm - 1997: Prophet & Omar Santana – Power Pill - 1997: Buzz Fuzz & The Prophet – Roll The Place - 1997: The Prophet – What Iz Life? - 1998: The Prophet / E-Rick & Tactic – Slam The Place - 1998: The Masochist – Killing Scum - 1998: The Masochist – Masochizm – The 2nd Strike - 1998: The Masochist – Part 4 – The Remixes - 1998: The Masochist – Volume 3 - 1999: The Masochist – 6 - 1999: The Masochist – The Fifth Edition - 1999: The Masochist – The Seventh Religion - 1999: The Masochist vs. Neophyte – The Tunnel - 2000: The Masochist vs. Bass-D & King Matthew – Get Retarded - 2000: Buzz Fuzz & The Prophet – Go Get Ill - 2000: The Masochist – The 8th Domain - 2001: The Masochist – 10 Inch - 2001: The Masochist & Digital Boy – Shout Out - 2001: The Masochist – The Ninth Gate - 2002: The Masochist – Chemistry - 2002: The Masochist vs. Neophyte – Loud & Proud - 2003: The Masochist – Reincarnation EP - 2003: The Prophet – Follow The Leader (Qlimax 2003 Anthem) / TAQ9 – Slavez / TAQ9 – Beatz In Time - 2003: The Prophet – Hardstyle Baby - 2003: Dana & The Prophet – Scratched - 2004: Prophet vs. SMF – Another Track - 2004: DJ Duro & The Prophet – Shizzle My Dizzle - 2005: The Masochist – Kill The Rmx / LDMF - 2005: The Beholder & Max Enforcer / The Prophet – Bitcrusher / Mani-X - 2005: The Prophet – Emergency Call (Defqon.1 2005 Anthem) - 2005: The Prophet & DJ Duro – Shizzle The Rmx - 2005: Marc Acardipane vs. The Prophet – Stereo Killa - 2006: The Prophet – Big Boys Don't Cry / Allright Now Here We Go!!! - 2006: The Prophet – Dipswitch / OG Pimp - 2006: The Prophet – Fucking Pornstar / Cocain Bizznizz - 2006: The Prophet & Brennan Heart – Payback - 2006: The Prophet vs. Deepack – Stampuhh!! - 2007: The Prophet Feat. Headhunterz – High Rollerz / Scar Ur Face - 2007: The Prophet vs. Deepack – Remixed 001 - 2008: The Prophet Feat. Wildstylez – Cold Rocking / Alive! - 2008: The Masochist – Public Enemy Nr 1 / Timebomb - 2008: The Prophet – Chubby / Fuck-R - 2008: The Masochist & Wildstylez – Pleasure / LDMF - 2009: The Prophet – Recession / Morphed - 2009: Proppy & Heady – Summer of Hardstyle - 2010: Proppy & Heady – The B-Side - 2010: The Prophet – My Religion / Don’t Touch Me / Black Stripez - 2010: The Prophet – Counterfeit | - 2010: The Prophet – Elites / My Worship - 2011: Brennan Heart & The Prophet – Wake Up! - 2011: The Prophet – Smells Like Hardstyle - 2011: The Prophet – Pitch Black (Black 2011 Anthem) - 2011: The Prophet – Window Of Time / Really Don’t Care - 2011: The Prophet – Forget About It - 2012: The Prophet – My Style - 2012: The Prophet – One Moment - 2012: The Prophet – Reflections Of Your Darkside (Black 2012 Anthem) - 2012: The Prophet & Audiofreq – We Are One! - 2012: The Prophet & Audiofreq feat. Teddy – Bring Me Down - 2012: The Prophet – Ordinary Life - 2012: The Prophet – Mindkiller - 2013: The Prophet – Everlasting - 2013: The Prophet – R3tro - 2013: The Prophet – H3Y! - 2013: The Prophet – The Bizz - 2014: The Prophet – Tracking The Beat - 2014: The Prophet & The Anarchist – Triple F (Fight For Freedom) - 2014: The Prophet & Noisecontrollers ft. Leonie Meijer – Make Me Stay - 2014: The Prophet – Hoo-Ey - 2014: The Prophet – Louder - 2014: The Prophet & Audiotricz – Conquer The World - 2014: The Prophet – Embrace - 2014: The Prophet – For The Better - 2014: The Prophet – H3Y! (2014 Edit) - 2014: The Prophet & Adaro – I’m The King - 2014: The Prophet & Rob GEE – Evil Rains - 2014: The Prophet feat. Lilly Julian – Echoes - 2014: The Prophet – Breaks (In The Mix) - 2014: The Prophet – Breaks (Fakking Hardstyle) - 2014: The Prophet – Breaks (I Come Correct) - 2014: The Prophet – Breaks (High) - 2014: The Prophet – Afsluitplaatje - 2014: The Prophet & The Anarchist feat. Rob Gee – IDGAF - 2014: The Prophet & The Anarchist – Dark Matter (Ground Zero 2014 Anthem) - 2014: The Prophet – Rokkstar - 2014: The Prophet – Kikkdrum - 2015: The Prophet – Till I Die - 2015: The Prophet & The Darkraver – Jumpp Upp - 2015: The Prophet – Mixmaster - 2015: The Prophet – Here We Go! - 2015: The Prophet – Reverse Bass - 2015: The Prophet – Flute - 2016: The Prophet & Ultimate MC – OMG - 2016: The Prophet – Desire - 2016: The Prophet – Caramba! - 2016: The Prophet – Timemachine - 2016: The Prophet – Caramba! (The Prophet’s Hardcore Tequila Mix) - 2016: The Prophet & Rob Gee – Hunt You Down - 2017: The Prophet – Skum - 2017: The Prophet & The Ultimate MC – Mission Impossible - 2017: The Prophet – Welcome To The Club - 2017: The Prophet – One of Us - 2017: The Prophet & Deepack – Stampuhh!! (The Prophet’s Stamp Remix) - 2018: The Prophet – Tyrone - 2018: The Prophet – Lights Out - 2019: The Prophet – Wanna Play? - 2022: The Prophet & Frontliner – The Get Back |

### Remixe
- 1993: Jean Sibart & Joël Trambel – Right Is Wrong (Right Mix)
- 1994: MC R.A.W. – We Who Are Oppressed (Remix By The Prophet)
- 1995: Critical Mass – Burnin Love (The Prophet Remix)
- 1995: Various – BZRK Remix Project – Tony Salmonelli – Hey ! (The Prophet’s Mix)
- 1995: Various – ID&T Vol I – 50% Of The Dreamteam – Breakthrough (Prophet Rmx)
- 1996: 3 Steps Ahead – Hakkûh (Pulp Mix)
- 1996: Daytona – Love Is In Need (Lost In Tokyo Mix)
- 1996: Baba Nation – My Honbra (The Bzrk Mixes) (Prophet’s Test Crash Mix)
- 1996: Masoko Solo – Pessa Pessa (BZRK Remixes) (Prophet’s Mix)
- 1996: Global Split – Power (I Want Some) (The Prophet’s Hardcore Mix)
- 1996: DJ Buzz Fuzz – Summertime (Prophet’s Dreammix)
- 1999: Rob Gee – Na Na (The Masochist Remix)
- 2000: DJ Buzz Fuzz vs. Bass-D & King Matthew – It’s Alright (Remixes)(Masochist Remix)
- 2001: DJ Distortion & DJ Paul Elstak – Jetzt Geht’s Los! & Fear Remixes (The Masochist Remix)
- 2002: Chris C & The Doktor – Volante (The Prophet Mix)
- 2003: 3 Steps Ahead – Drop It (Hardstyle Mix) (The Prophet Hardstyle Mix)
- 2003: Laidback Luke – We Can Not Get Enough (The Prophet Remix)
- 2005: The Prophet – Emergency Call (The Masochist Remix)
- 2008: Tony Salmonelli – Hey! (DJ The Prophet Remix)
- 2011: Frontliner – Spacer (The Prophet’s Remix)

## Auszeichnungen für Musikverkäufe
| Goldene Schallplatte - Niederlande - 2024: für die Single Wanna Play? - 2025: für die Single Wake Up! |

| Land/RegionAuszeichnungen für Musikverkäufe (Land/Region, Auszeichnungen, Verkäufe, Quellen) | Gold     | Platin | Verkäufe | Quellen |
| -------------------------------------------------------------------------------------------- | -------- | ------ | -------- | ------- |
| Niederlande (NVPI)                                                                           | 2× Gold2 | —      | 90.000   | nvpi.nl |
| Insgesamt                                                                                    | 2× Gold2 | —      |          |         |